# Metropolia di Cesarea

Mappa delle sedi metropolitane del patriarcato di Costantinopoli in Anatolia attorno al 1880.

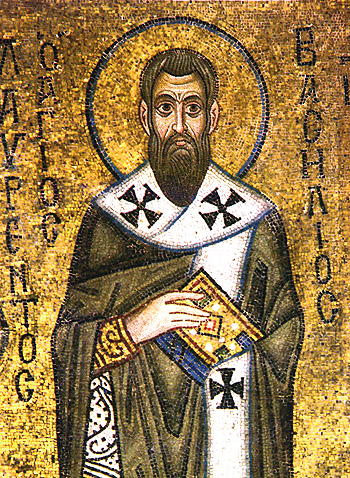
Il vescovo e teologo Basilio Magno.

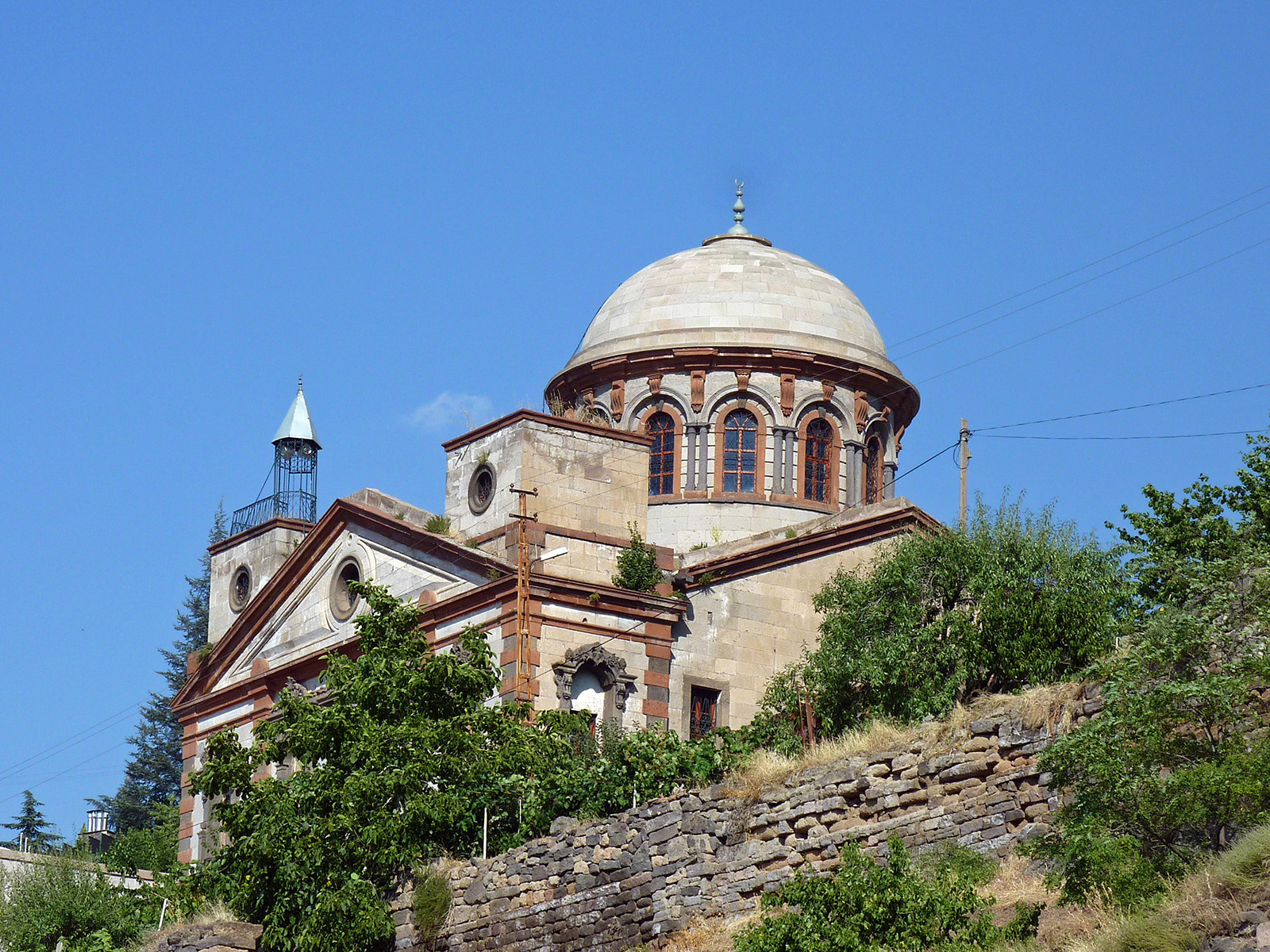
La chiesa della Vergine Maria a Kayseri.

La metropolia di Cesarea (in greco Ιερά Μητρόπολις Καισαρείας?, Iera Mitropolis Kaisareias) è una sede soppressa del patriarcato di Costantinopoli.

## Storia
Cesarea di Cappadocia, corrispondente alla città di Kayseri nell'odierna Turchia, è l'antica sede metropolitana della provincia romana della Cappadocia Prima nella diocesi civile del Ponto e nel patriarcato di Costantinopoli.
Il Vetus Martyrologium Romanum ricorda molti martiri e santi di Cesarea. Tra questi i vescovi Basilio Magno, Leonzio e Lucio, ed i martiri Dorotea, Giuliano, Sergio, Longino, Eupsichio, Poliucto, Vittore e Donato, Giacinto, Macrina, Giulitta, Teodoto, Ruffina e Ammiano. Molti di questi santi furono l'oggetto delle omelie di san Basilio Magno, il santo più conosciuto e più importante di Cesarea, dottore della Chiesa e padre del monachesimo orientale. Probabilmente il cristianesimo fece la sua apparizione nel territorio fin dai tempi apostolici, poiché san Pietro si rivolse agli abitanti della Cappadocia che hanno abbracciato la nuova fede nella prima lettera a lui attribuita (1 Pt 1,1).
In tutte le Notitiae Episcopatuum del patriarcato Cesarea occupa il secondo posto nella lista delle metropolie del patriarcato, immediatamente dopo la sede di Costantinopoli; questo valse agli arcivescovi il titolo di protothronos, che era il titolo più importante dopo quello del patriarca costantinopolitano. Nella prima Notitia conosciuta, databile alla metà circa del VII secolo, sono attribuite a Cesarea 5 diocesi suffraganee: Basilicae Thermae, Nissa, Teodosiopoli di Armenia, Camuliana e Ciscisso. La Notitia attribuita all'imperatore Leone VI e databile all'inizio X secolo, attribuisce a Cesarea 15 suffraganee: oltre alle cinque di tre secoli prima, vi sono le diocesi di Dasmendo, Evaissa, Severiade, Ariaratia, Aipolia, Aragena, Sobeso, San Procopio, Zamando e Sirica. Molte di queste diocesi furono effimere e sparirono già nel secolo successivo; dopo l'arrivo dei Selgiuchidi il numero delle suffraganee diminuì drasticamente fino a scomparire del tutto nel XIV secolo.
Sono oltre 110 gli arcivescovi noti di questa antica sede, la cui lista episcopale è una delle più ricche in Oriente fra tutte quelle dell'antichità.
A causa della diminuzione della popolazione cristiana in Anatolia, nel XIV secolo i patriarchi affidarono ai metropoliti di Cesarea la cura delle metropolie di Sebastea, Eucaita, Iconio, Mocisso e Tiana rimaste senza pastore o spesso vacanti. In questo stesso periodo le sedi vicine a quelle di Cesarea furono annesse alla metropolia; è il caso, per esempio, di Nazianzo, annessa a Cesarea nel 1370.
Nel XV e XVI secolo la sede visse un lungo momento di decadenza e probabilmente in questo periodo il titolo di metropolita fu assegnato a prelati non residenti. È il caso per esempio di Metrofane II (ante 1545 - post 1549), futuro patriarca di Costantinopoli, che pur essendo metropolita di Cesarea, visse a lungo a Venezia, dove era responsabile della locale comunità greco-ortodossa.
La metropolia occupava la parte centrale dell'Anatolia e si estendeva su parte dei vilayet di Ankara, Adana, Konya e Sivas. Confinava a nord con le metropolie di Neocesarea e di Amasea, a est ancora con quella di Neocesarea, a sud con la metropolia di Adana del patriarcato di Antiochia, e a ovest con le metropolie di Iconio e Ancira. Pur restando Cesarea la sede della metropolia, i metropoliti risiedevano nel monastero di San Giovanni Battista a Zincidere.
All'inizio del XX secolo la metropolia contava all'incirca 40000 fedeli, con 90 preti, ripartiti in modo ineguale in una cinquantina di località, spesso molto distanti fra loro.
La metropolia sopravvisse fino al 1923 quando, a causa del trattato di Losanna seguito alle guerre greco-turche, i greci dovettero abbandonare l'Anatolia per trasferirsi in Grecia.

## Cronotassi

### Periodo romano e bizantino
- Primiano (o Longino) † (vescovi leggendari)
- Teocrito I † (seconda metà del II secolo)
- Alessandro † (170 - 211)
- San Firmiliano † (circa 235 - circa 269 deceduto)
- San Leonzio I † (menzionato nel 285)[12]
- Agricola ? † (menzionato nel 314)[13]
- Eusebio I † (315 - 320)
- San Leonzio II † (menzionato nel 325)[12]
- Eusebio II † (menzionato nel 335)
- Dianio I † (menzionato nel 336)
- Eusebio III † (menzionato nel 340)
- Eulalio †
- Ermogene † (? - 341 deceduto)
- Dianio II † (341 - 362 deceduto)
- Eusebio IV † (362 - 370 deceduto)
- San Basilio I † (370 - 1º gennaio 379 deceduto)
- Eraclide † (379 - 380)
- Elladio † (380 - 396)
- Faretrio † (396 - 404)
- Archelao † (404 - 431)
- Firmo † (431 - 438 deceduto)
- Talassio I † (438 - 452)
- Alipio I † (menzionato nel 458)[14]
- Talassio II † (menzionato nel 469)
- Alipo II † (menzionato nel 513)
- Areta I † (menzionato nel 518)
- Elia † (menzionato nel 530 circa)
- Soterio † (prima del 535 - dopo il 536)
  - Teodoro Ascida † (538 - 550) (vescovo monofisita)
- Areta II † (menzionato nel 550)
- Soterico † (menzionato nel 553)
- Teocrito † (menzionato nel 560 circa)
- Andrea † (circa VII secolo)[15]
- Filalete † (menzionato nel 681)
- Ciriaco † (menzionato nel 691)
- Agapio I † (prima del 783 - dopo il 787)
- Nicola † (menzionato nell'806)[16]
- Tommaso ? † (menzionato nell'812)[17]
- Michele † (menzionato a marzo 859)[18]
- Paolo † (859 o 860 - 861 deposto)[19]
- Euschemone I † (861 - dopo l'870)[20]
- Eutimio I † (circa 865 - ?)[21]
- Procopio † (menzionato nell'879)[22]
- Teofane I † (dopo l'880 - dopo l'886)[23]
- Euschemone II † (menzionato nell'889)
- Areta III † (circa 902/903 - circa 931 dimesso o deposto)[24]
- Basilio II † (prima del 912 - dopo il 918)
- Teofane II Cerino † (menzionato nel 931)[25]
- Basilio III † (933 - ?)
- Areta IV † (menzionato nel 945)
- Eusebio V ? † (menzionato nel 950)
- Basilio IV † (prima del 944 - dopo il 956/959)[26]
- Gregorio † (prima del 989 - dopo il 996)[27]
- Anonimo † (X-XI secolo)[28]
- Stiliano † (X-XI secolo)[29]
- Leone † (prima del 1029 - dopo il 1032)[30]
- Eugenio † (menzionato nel 1071)[31]
- Nicola † (menzionato nel 1079)[32]
- Stefano † (? - prima di luglio 1082 deceduto)[31]

### Periodo selgiuchide e mongolo
- Anonimo † (menzionato nel 1086)[33]
- Cosma † (menzionato nel 1094)[34]
- Costantino † (prima del 1145[31] - dopo il 1147[35])
- Stefano  † (prima del 1157 - dopo il 1172)[36]
- Anonimo † (menzionato nel 1186)
- Demetrio † (prima del 1190 - dopo il 1192)
- Metrofane I † (prima del 1242 - dopo il 1260)
- Basilio V Karantenos † (ottobre 1352 - 1363 deposto)
- Metodio I † (1365 - 1368)
- Atanasio † (menzionato verso il 1370)
- Eutimio II † (menzionato nel 1378)

### Periodo ottomano e turco
- Arsenio † (prima del 1440 - dopo il 1443)
- Agapio II † (menzionato verso il 1450)
- Metrofane II † (prima del 1545 - dopo il 1549)[37]
- Macario † (menzionato nel 1560)
- Joasaph † (menzionato nel 1574 e 1575)
- Pacomio † (? - 22 febbraio 1584)
- Eutimio III † (22 febbraio 1584 - ?)
- Metrofane III † (menzionato nel 1588)
- Dionisio † (menzionato verso il 1600)
- Gregorio I † (1606 - 1623 deposto o dimesso)
- Germano I † (settembre 1623) (vescovo eletto)
- Melezio I † (settembre 1623 - 1624 deceduto)
- Gregorio I † (1624 - 1627) (per la seconda volta)
- Metrofane IV † (giugno 1627 - 8 giugno 1630 deposto)
- Isacco † (8 giugno 1630 - 1637 ?)
- Epifanio † (menzionato nel 1637)
- Gregorio II † (menzionato nel 1637)
- Antimo I † (menzionato nel 1639)
- Zaccaria † (novembre 1642 - agosto 1649 dimesso)
- Antimo II † (1649 - dopo il 1653)
- Neofito I † (menzionato nel 1671)
- Gregorio III † (1672 - 5 ottobre 1674 deposto)
- Germano II † (5 ottobre 1674 - maggio 1676 deposto)
- Partenio I † (menzionato nel 1678)
- Antimo III † (menzionato nel 1702)
- Cipriano † (? - 27 ottobre 1707 eletto patriarca di Costantinopoli)
- Geremia † (novembre 1707 - 25 marzo 1716 eletto patriarca di Costantinopoli)
- Neofito II † (1716 - 27 settembre 1734)
- Partenio II † (1734 - 1752 ?)
- Porfirio † (menzionato nel 1752)
- Gerasimo I † (menzionato verso il 1760)
- Paisio I † (menzionato verso il 1764)
- Macario III † (circa 1765 - circa 1772)
- Gregorio IV † (1773 - 1796)
- Leonzio † (luglio 1796 - ottobre 1801 dimesso)
- Filoteo † (ottobre 1801 - maggio 1816 deceduto)
- Melezio II † (maggio 1816 - 1817 deceduto)
- Gioannizio † (giugno 1817 - 15 novembre 1823 deceduto)
- Crisante † (novembre 1823 - dicembre 1830 eletto metropolita di Efeso)
- Gerasimo II Domninos † (dicembre 1830 - marzo 1832 dimesso)[38]
- Paisio II Kepoglous † (marzo 1832 - 30 gennaio 1871 deceduto)
- Eustazio Kleovoulos † (3 ottobre 1871 - 26 gennaio 1876 deceduto)
- Metodio II Aronis † (28 gennaio 1876 - maggio 1878 eletto metropolita di Dydimoteicho)
- Giovanni Anastasiadis † (21 maggio 1878 - 28 aprile 1902 deceduto)
- Gervaso Orologas † (14 maggio 1902 - 16 marzo 1910 eletto metropolita di Giannina)
- Sofronio Nistopoulos † (27 marzo 1910 - 25 aprile 1911 sospeso[39])
- Ambrogio Stavrinos † (25 aprile 1911 - 13 febbraio 1914 sospeso)
- Nicola Sakkopoulos † (13 febbraio 1914 - 22 febbraio 1927 eletto metropolita di Calcedonia)
- Callinico Delikanis † (26 luglio 1932 - 11 gennaio 1934 deceduto)